# Miltochrista duopunctata
Miltochrista duopunctata là một loài bướm đêm thuộc phân họ Arctiinae, họ Erebidae.